# نشان دولتی هند
نشان دولتی جمهوری هند بسیار تأثیر پذیرفته از مجسمه سرستون شیر آشوکا است در این مجسمه چهار شیر پشت به پشت هم بر روی یک سر ستون دایره‌ای ایستاده‌اند که هر یک نشان قدرت، شجاعت، سربلندی و اطمینان می‌باشند بر روی قسمت میانی سر ستون هم چهار شکل حک شده‌است یک اسب (در جنوب)، یک گاووحشی (در غرب)، یک شیر (در شمال) و یک فیل (در شرق) این چهار شکل هستند که بین هریک از این‌ها یک چرخ دارما قرار گرفته‌است کل مجموعه هم بر روی یک نیلوفر آبی زنگوله‌ای شکل قرار دارد البته در طرحی که در سال ۱۹۵۰ میلادی رسمی شد به خاطر دو بعدی بودن تصویر مجبور به انجام اصلاحاتی بر روی آن شدند مثلاً در نشان سه شیر مشخص و شیر چهارم نمایان نیست و همچنین از چهار حیوان حک شده بر روی کار تنها دو حیوان اسب (در سمت چپ) و گاو وحشی (در سمت راست) در تصویر مشخص هستند و از چهار چرخ دارما تنها یکی به وضوح مشخص است و از دوتایشان تنها یک برجستگی مشخص است و چهارمی کاملاً ناپیداست همچنین نیلوفر آبی زنگوله‌ای شکل زیر آن را حذف کرده‌اند و در زیر آن هم یک جمله دینی هندو نوشته شده (ساتیاموا جایاته) به معنی "حقیقت شکست ناپذیر است" این نشان جایگزین نشان رسمی راج انگلیس (۱۸۵۸–۱۹۴۷) گردید.

## آشوکا و نشان ملی هند
آشوکا یکی از شاهان ناحیهٔ هند، بنا به الگوی ستون‌های چوبی پیشین با سرستون مسی، ستون‌هایی سنگی به بلندی حدود دوازده تا پانزده متر بنا کرد. ستون‌هایی با سرستون‌هایی از ماسه سنگ بسیار صیغل یافته که نمادهای سلطنتی بر آن‌ها نقش بسته بوده‌است؛ که یکی از این نوع سرستون‌ها، که اکنون نماد جمهوری هند به‌شمار می‌آید که متشکل از سر و سینه چهار شیر غران سلطنتی است که از استوانه ای مرکزی مستقر بر سرستونی مدور، که بر نیلوفر آبی وارونه ای تکیه دارد سربرآورده اند.
ظرافت کنده کاری این ستون که طرح هندسی آن، به ویژه تزئینات یال شیرها که به طره‌های شعله وار بی شماری می‌مانند، و نیز طرح اسلوبمند نیلوفر آبی، همگی گواه بر ارتباط میان پیکرتراشان هندی دوره آشوکا با پیکرتراشان ایران باستانند. چرخ روی سرستون که بیست و چهار پره دارد به‌طور عام نماد قوانین بودا شمرده می‌شود اما جانوران دو سوی آن، شاید خدایان خدمتگذار بودا باشند که با طبیعت‌گرایی که شاخص هنر متاخرتر هند است نقش شده‌اند.
سلسله موریای یا ماوریای هند بعد از سقوط امپراتوری هخامنشی بدست اسکندر یونانی در هند روی کار آمد و آشوکا نوه چاندراگوپتا بزرگترین شاه سلسله موریای هند بود که وی سراسر هند و افغانستان را به تصرف خود درآورد و در ترویج کیش بودا تلاش فراوان کرد. او از بزرگترین فرمانروایان تاریخ هند است.

## نگارخانه

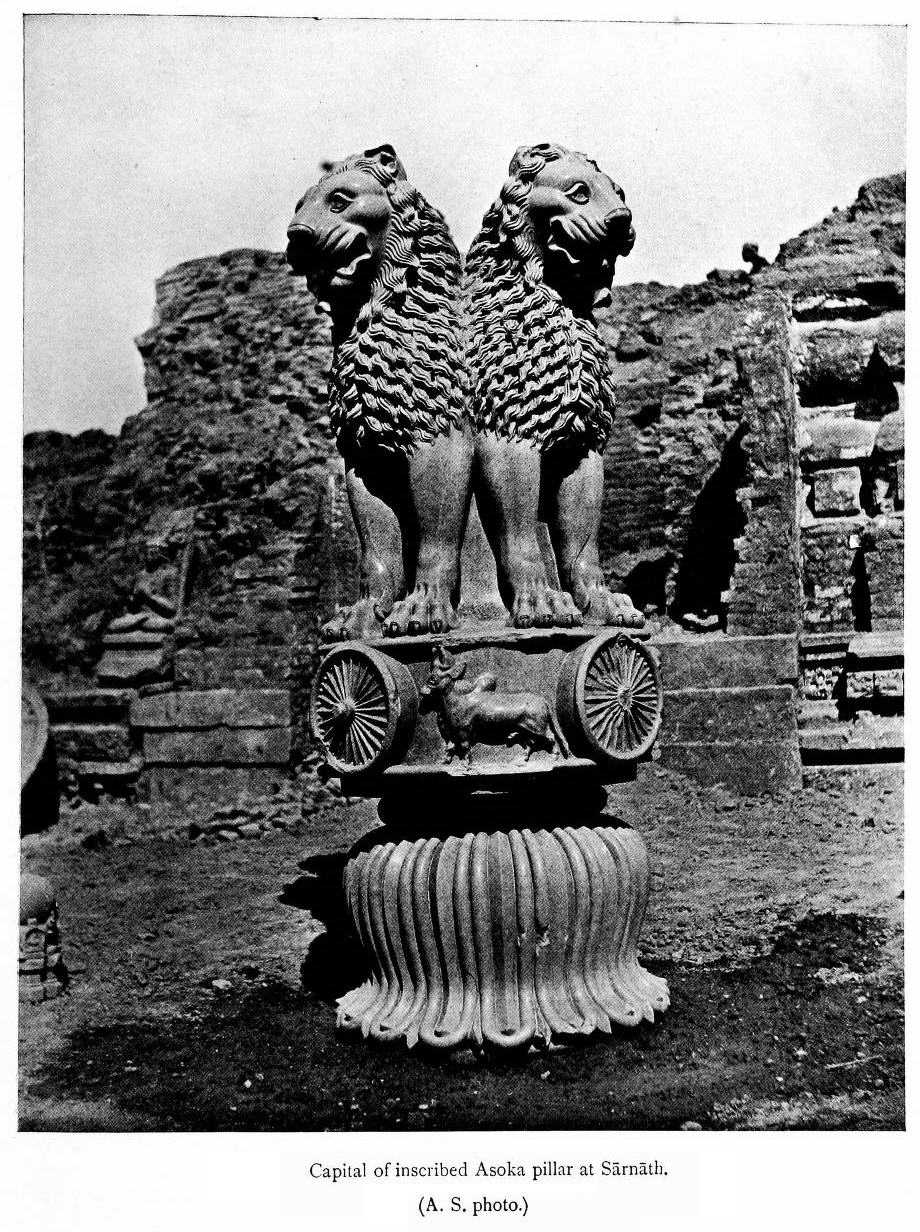
تصویری از مجسمه اصلی سرستون شیر آشوکا
آشوکا چاکرا که نمایش و ترسیمی از چرخ دارما هندو می‌باشد
نشان رسمی راج انگلیس